# Václav Budík
Václav Budík, též Wenzel Budík (9. září 1809 Bučovice – 5. června 1885 Strážnice), byl rakouský lékař a politik; poslanec Moravského zemského sněmu a starosta Strážnice.

## Biografie
Narodil se v Bučovicích, kde byl jeho otec Filip Budík starostou. Matkou byla Mariana rozená Novotná. Václav měl bratry Františka a Josefa. Vykonával profesi lékaře ve Strážnici Okolo poloviny 19. století byl i starostou Strážnice. Tehdy byl ještě svobodný. Od roku 1858 jeho manželkou byla Marie Karolina Josefa, která byla dcerou vrchního lesního v Hodoníně. Manželka byla o více než dvacet mladší než Václav Budík. Jako starosta Strážnice je uváděn v roce 1854 a ještě k roku 1860.
V 70. letech se zapojil i do vysoké politiky. V zemských volbách roku 1870 byl zvolen na Moravský zemský sněm, za kurii městskou, obvod Kyjov, Vyškov, Strážnice.
Navzdory česky znějícímu příjmení a původu z etnicky převážně českého regionu se politicky orientoval na německorakouský tábor. V roce 1870 se uvádí jako liberální kandidát, tedy kandidát tzv. Ústavní strany, liberálně a centralisticky orientované. Porazil v tomto obvodu kandidáta Národní strany (staročeské) Josefa Krejče. Na zasedání sněmu se výrazněji neprojevoval. Na plénu sněmu nevystoupil. V zemských volbách v září 1871 podporoval německého kandidáta Rudolfa Auspitze, za což ho český tisk zařadil mezi odrodilce. V některých pramenech je přímo řazen mezi německy mluvící občany.
I po skončení své poslanecké dráhy zůstal až do své smrti politicky aktivním. Byl radním či členem obecního výboru ve Strážnici. Byl majitelem rozsáhlých zemědělských pozemků. V roce 1877 se uvádí, že vlastnil polnosti o výměře cca 380 arů. Zemřel v červnu 1885. Bylo mu 76 let. Příčinou úmrtí byla brightická nemoc ledvin.